# Ulrichskirchen (Herrschaft)
Die Herrschaft Ulrichskirchen war eine Grundherrschaft im Viertel unter dem Manhartsberg im Erzherzogtum Österreich unter der Enns, dem heutigen Niederösterreich.

## Ausdehnung
Die Herrschaft umfasste zuletzt die Ortsobrigkeit über Großebersdorf, Hautzendorf, Kronberg, Manhartsbrunn, Minichsthal, Pfösing, Putzing, Schleinbach, Ulrichskirchen und Unterolberndorf. Der Sitz der Verwaltung befand sich im Schloss Ulrichskirchen.

## Geschichte
Letzte Inhaberin der Allodialherrschaft war Sophie Freifrau von Bartenstein (1786–1867), bis die Herrschaft in den Reformen 1848/1849 aufgelöst wurde.